# Archivos departamentales de los Pirineos Atlánticos
Los Archivos departamentales de los Pirineos Atlánticos son un servicio del consejo departamental de los Pirineos Atlánticos, encargado de recoger los archivos, clasificarlos, conservarlos y ponerlos a disposición del público.

## Historia
Los archivos departamentales de los Pirineos Atlánticos se crearon durante la Revolución. Los documentos administrativos se guardaron primero en el antiguo convento de los Cordeliers de Pau, luego en los locales de la prefectura, donde se juntaron en el siglo XIX con los archivos de Navarra —también conocidos como trésor des chartes—y los de la Cámara de Comptos.

## Sede actual
El 9 de octubre de 1971 se inaugura el nuevo edificio siendo el primero de la actual ciudad administrativa de Pau. Con esta nueva construcción se ponía fin a la tribulaciones sucedidas tras el incendio de la Prefectura en 1908. Desde 1929 se guarda en el Parlamento de Navarra hasta que durante la década de 1960 se toman en consideración la construcción de un nuevo edificio. Se encarga el proyecto a los arquitectos André Remondet, autor de varios edificios del barrio Zaragoza de Pau, y Fernand Noutary, arquitecto departamental, que durante 1966-1967 lo desarrollan para que en 1968 sea aprobado por el Consejo.
Entre noviembre de 1970 y mayo de 1971 se trasladan los seis kilómetros lineales de fondos archivísticos al nuevo edificio.